# 더 시너
《더 시너》(영어: The Sinner)는 2017년부터 2021년까지 방영된 미국의 드라마이다.